# John Kappler
John Wayne Kappler (né le 22 décembre 1943 à Baltimore, Maryland) est professeur au Département d'immunologie intégrée de la National Jewish Health.

## Carrière
Ses principales recherches portent sur la biologie des cellules T, un sujet sur lequel il collabore avec sa femme Philippa Marrack. En 1983, ils découvrent le récepteur des lymphocytes T, avec Ellis Reinherz et James Allison.
En 1986, il est chercheur à l'Howard Hughes Medical Institute. En 1989, il est élu à l'Académie nationale des sciences. Il reçoit le prix William B. Coley de l'Institut de recherche sur le cancer et le prix Paul-Ehrlich-et-Ludwig-Darmstaedter en 1993, le prix Louisa-Gross-Horwitz de biologie ou de biochimie de l'université Columbia en 1994 et, en 2015, le prix Wolf de médecine.